# Список знаменосцев Сьерра-Леоне на Олимпийских играх
Это список знаменосцев, которые представляли Сьерра-Леоне на Олимпийских играх.
Знаменосцы несут национальный флаг своей страны на церемонии открытия Олимпийских игр.
| # | Год, Место        | Сезон | Имя Фамилия             | Вид спорта      |
| - | ----------------- | ----- | ----------------------- | --------------- |
| 1 | 1984 Лос-Анджелес | Лето  | Дэвид Сауерр            | Лёгкая атлетика |
| 2 | 1988 Сеул         | Лето  | Баба Ибрахим Сума-Кейта |                 |
| 3 | 1996 Атланта      | Лето  | Энис Барбер             | Лёгкая атлетика |
| 4 | 2000 Сидней       | Лето  | Экундайо Уилльямс       | Лёгкая атлетика |
| 5 | 2004 Афины        | Лето  | Хаванату Бангура        | Лёгкая атлетика |
| 6 | 2008 Пекин        | Лето  | Соломон Байо            | Лёгкая атлетика |
| 7 | 2012 Лондон       | Лето  | Ола Сесай               | Лёгкая атлетика |